# Taperoá (kommun i Brasilien, Bahia, lat -13,57, long -39,22)
Taperoá är en kommun i Brasilien.   Den ligger i delstaten Bahia, i den östra delen av landet, 1 000 km öster om huvudstaden Brasília. Antalet invånare är 18 791.
Följande samhällen finns i Taperoá:
- Taperoá

I omgivningarna runt Taperoá växer i huvudsak städsegrön lövskog. Runt Taperoá är det ganska glesbefolkat, med 29 invånare per kvadratkilometer.